# ابوبکر هایدارا
ابوبکر هایدارا (انگلیسی: Aboubacar Haïdara؛ زادهٔ ۲۰ نوامبر ۱۹۷۷) بازیکن فوتبال اهل مالی بود.
از باشگاه‌هایی که در آن بازی کرده است می‌توان به باشگاه فوتبال الاتحاد اسکندریه اشاره کرد.
وی همچنین در تیم ملی فوتبال مالی بازی کرده است.